# Kuwait Airways
Pour les articles homonymes, voir Kac.
Earning Your Trust

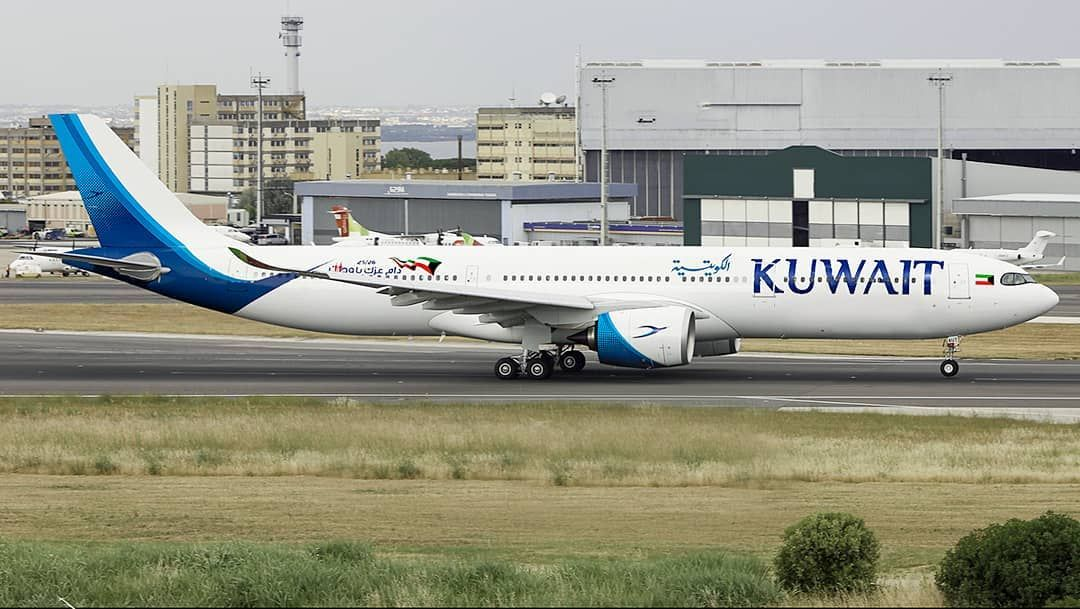
Un Airbus A330-800neo de Kuwait Airways

Kuwait Airways (code AITA : KU ; code OACI : KAC) est une compagnie aérienne du Koweït, fondée en 1954.

## Partage de codes
- Air Algérie
- Air India(Star Alliance)
- Alitalia(SkyTeam)
- Ethiopian Airlines (Star Alliance)
- Etihad Airways
- Saudia (SkyTeam)
- Turkish Airlines (Star Alliance)

## Flotte

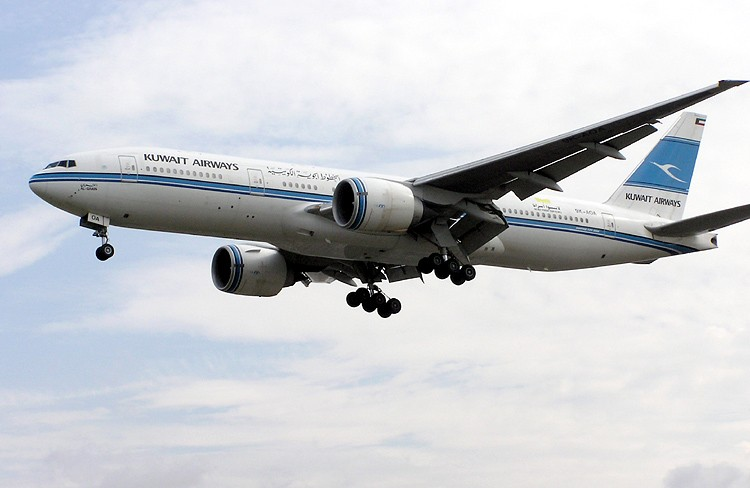
Un Boeing 777 de Kuwait Airways

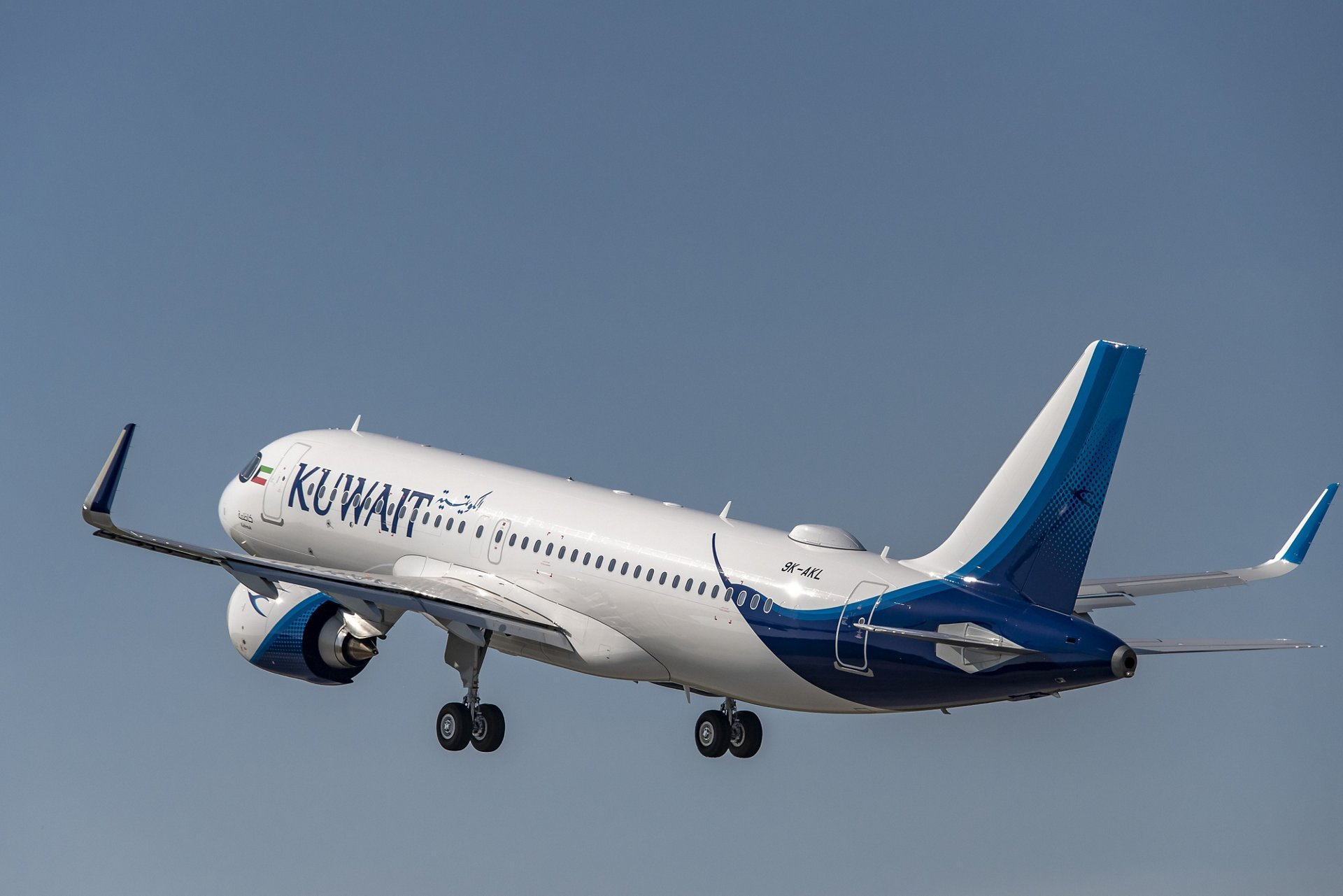
Premier Airbus A320neo de la compagnie, reçu en 2019

En mai 2025, la flotte de Kuwait Airways inclut les appareils suivants, :

## Flotte Historique
| Avions           | Début de Service | Fin de Service | Notes                                                           |
| ---------------- | ---------------- | -------------- | --------------------------------------------------------------- |
| Airbus A300-600  | 1983             | 1997           | 9 Appareils - 2 Détruits durant l'invasion du Koweït par l'Irak |
| Airbus A310-200  | 1983             | 1993           | 8 Appareils                                                     |
| Airbus A310-300  | 1983             | 1993           | 8 Appareils                                                     |
| Airbus A320-214  | 1992             |                | 14 Appareils                                                    |
| Airbus A330-243  | 2007             |                | 5 Appareils                                                     |
| Airbus A330-841  |                  |                | En commande                                                     |
| Airbus A340-313  | 1995             | 2017           | 4 Appareils stockés                                             |
| Airbus A350-941  |                  |                | En commande                                                     |
| Boeing 707       | 1968             | 1991           | Détruits durant l'invasion du Koweït par l'Irak                 |
| Boeing 727-200   | 1980             | 1991           | Détruits durant l'invasion du Koweït par l'Irak                 |
| Boeing 737-269   | 1976             | 1980           | 1 Appareil                                                      |
| Boeing 747-269M  | 1978             | 2008           | 4 Appareils                                                     |
| Boeing 747-469   | 1994             | 2019           | 1 Appareil                                                      |
| Boeing 777-369ER | 2016             |                | 10 Appareils                                                    |